# Девід Атіба Чарлз
Девід Атіба Чарлз (англ. David Atiba Charles, нар. 29 вересня 1977, Пойнт-Фортін) — тринідадський футболіст, що грав на позиції захисника. Виступав, зокрема, за клуб «Дабл-Ю Конекшн», а також національну збірну Тринідаду і Тобаго.

## Клубна кар'єра
У дорослому футболі дебютував 1995 року виступами за команду клубу «Пойнт Фортін Чивік», в якій провів чотири сезони. Своєю грою за цю команду привернув увагу представників тренерського штабу клубу «Дабл-Ю Конекшн», до складу якого приєднався 1999 року. Відіграв за тринідадську команду наступні сім сезонів своєї ігрової кар'єри.
Згодом з 2006 по 2010 рік грав у складі команд клубів «Гленавон», «Дабл-Ю Конекшн» та «Рочестер Рінос».
Завершив професійну ігрову кар'єру у клубі «Каледонія АІА», за команду якого виступав протягом 2011—2012 років.

## Виступи за збірну
2003 року дебютував в офіційних матчах у складі національної збірної Тринідаду і Тобаго. Протягом кар'єри у національній команді, яка тривала 4 роки, провів у формі головної команди країни 25 матчів, забивши 1 гол.
У складі збірної був учасником розіграшу Золотого кубка КОНКАКАФ 2005 року у США, чемпіонату світу 2006 року у Німеччині.